# تومي تورنر (عداء سريع)
تومي تورنر (بالإنجليزية: Tommy Turner)‏ هو عداء سريع أمريكي، ولد في 17 يناير 1947.

## وصلات خارجية
- تومي تورنر على موقع أوليمبيديا (الإنجليزية)